# Kodak Brownie

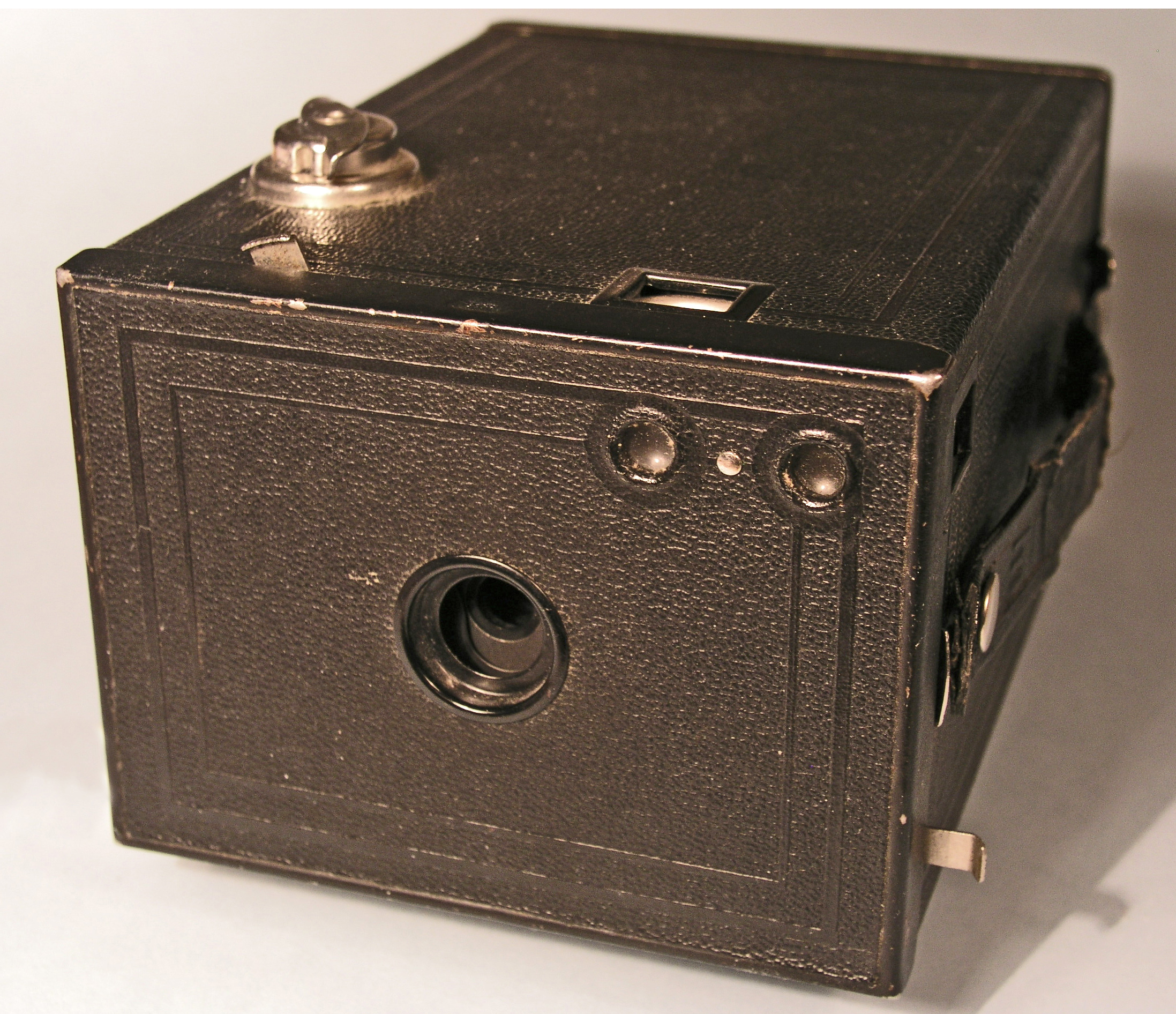
Brownie No 2

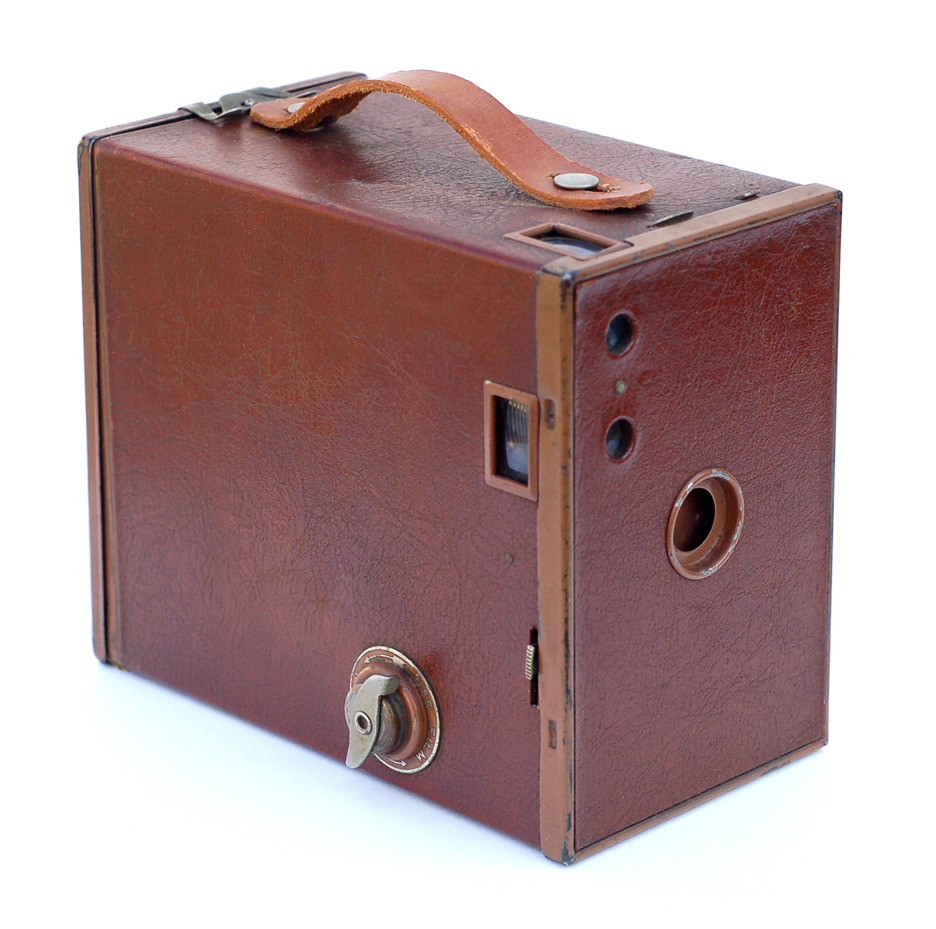
Brownie No 2A

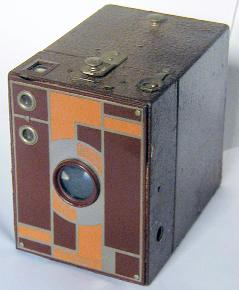
Beau Brownie camera, art deco design: Walter Dorwin Teague

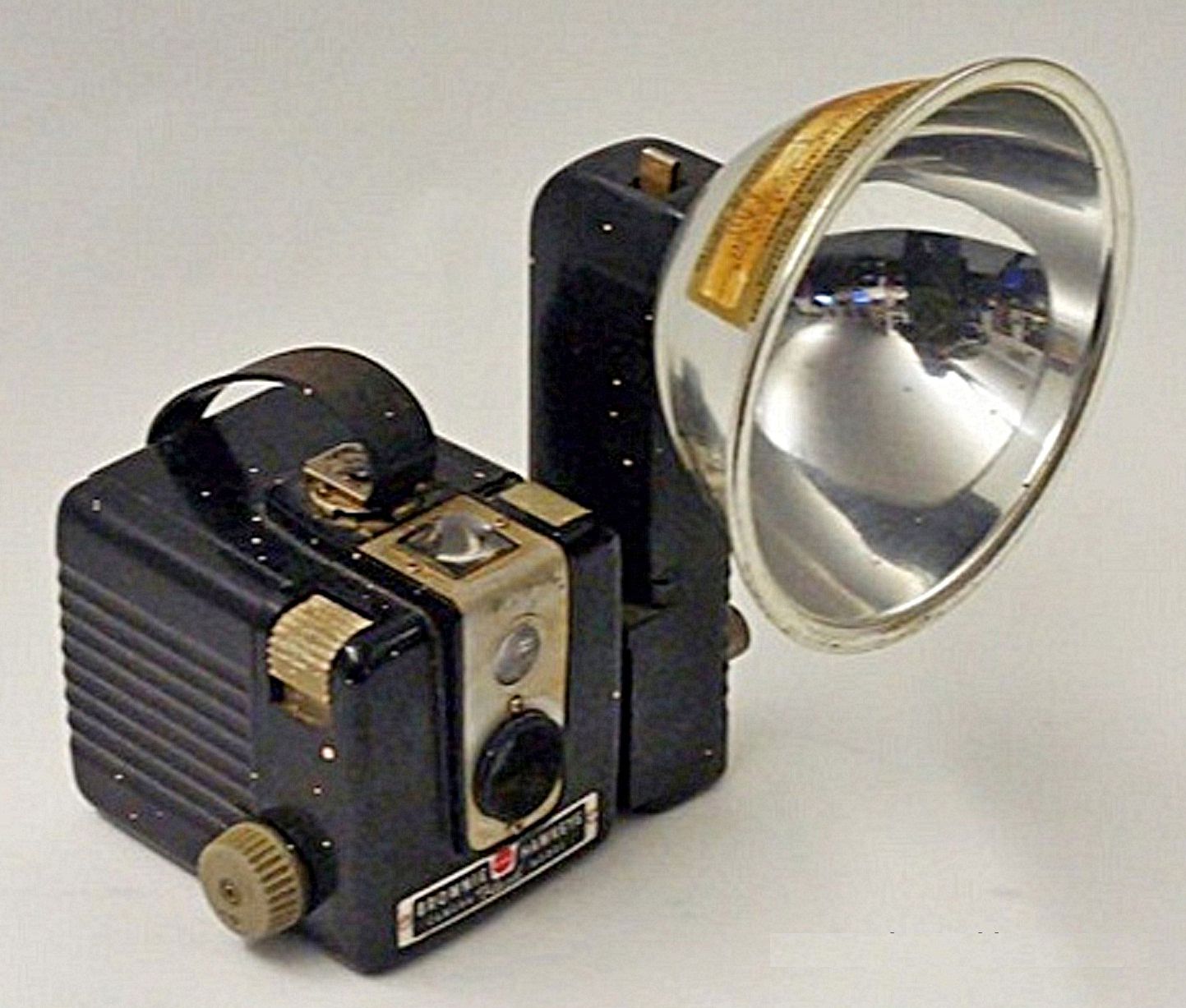
Hawkeye Brownie se zábleskovým zařízením

Kodak Brownie je název populární skříňové fotografické kamery, kterou vyráběla firma Kodak.

## Historie
První Brownie, který byl vyroben v únoru 1900, se skládal z velmi jednoduché lepenky tvořící box s jednoduchým meniskovým objektivem a pořizoval 2¼palcové obrázky na 117svitkový film. Tento model se prodával za pouhý jeden dolar (původní cena prvních fotoaparátů byla kolem 28 dolarů, 1 dolar měl v roce 1900 kupní hodnotu kolem $700 (2012), byl proto veřejnosti velmi snadno dostupný. Kodak Brownie popularizoval nízkonákladovou fotografii a představil pojetí momentek.
Díky svému jednoduchému ovládání a počáteční ceně 1 dolaru, byl za několik let na trhu k dispozici fotoaparát, který si mohl každý dovolit a používat. V roce 1900 George Eastman zavedl populární reklamní slogan You press the button, we do the rest. - Vy stisknete tlačítko, my zařídíme zbytek. Fotoaparát byl pojmenován po populárním kresleném příběhu The Brownies karikaturisty Palmera Coxe.
Jedním z nejpopulárnějších modelů byl Brownie 127 v letech 1952 až 1967 byly prodány miliony přístrojů. Brownie 127 byl jednoduchý bakelitový fotoaparát pro 127 film, který byl opatřen jednoduchým objektivem a zakřivená rovina filmu snižovala optické nedostatky.
Slavný fotograf magazínu Picture Post Bert Hardy napsal ve 40. letech článek pro amatérské fotografy, kde se zmiňoval, že pro kvalitní fotografie je drahý fotoaparát zcela zbytečný. Sám používal fotoaparát Brownie, se kterým pořídil na etapy pečlivě komponované momentky dvou mladých žen sedících na zábradlí promenády Blackpool.
Byla to dlouhotrvající série klasického skříňkového fotoaparátu pro svitkový film. Jako přímá konkurence se na trhu objevil na míru navržený fotoaparát Ansco panda, používal film typu 620.

## Beau Brownie
Fotoaparáty typu Beau Brownie byly vyráběny v období 1930 – 1933.
Lišili se jen velmi málo od historicky populárních fotoaparátů Brownie, jediným skutečným rozdílem bylo zavedení nového "doublového objektivu", který umožňoval stejný obrázek promítnout na film v kratší vzdálenosti. Znamenalo to, že fotoaparát Beau brownie byl bezmála o dva palce kratší než jeho konvenční protějšky.
Vizuálně se lišily příchodem nového smaltovaného dvoutónového krytu přední strany ovlivněného geometriemi tehdejšího umění Art Deco, díla předního amerického návrháře art deco Waltra Dorwina Teagua.
Bylo k dispozici pět barevných kombinací: černá, hnědá, modrá, zelená a růžová. Růžové a zelené kamery se vyráběly pouze v období 1930 – 1931, jsou tedy o něco vzácnější než ostatní. Kamery byly uzavřeny v koženkovém pouzdře.
Byly k dispozici ve verzích No.2 a 2A. Aparát No.2 měl rozměry 2 ¼" x 3 ¼" a používal 120 svitkový film, aparát 2A měl rozměry 2¼" x 4¼" a používal 116 svitkový film.
Jejich původní cena byla 4 dolary za No. 2 a 5 dolarů za typ No. 2A.

## Momentky
Díky dostupným fotoaparátům Brownie uvedeným na trh v roce 1900 mohla začít éra momentek, což jsou fotografie, které zachycují spontánní okamžik. Zpravidla se jedná o amatérský záběr pořízený bez ohledu na kompozici nebo technickou úroveň snímku. Momentky zobrazují běžné každodenní události, rodinné nebo jiné oslavy, záběry z dovolené, hrající si děti, domácí zvířata apod. George Eastman zavedl reklamní slogan You press the button, we do the rest. - Vy stisknete tlačítko, my zařídíme zbytek.

## Fotografové
S fotoaparátem Kodak Beau Brownie začínal také český fotograf Jan Saudek.
Fotožurnalista a válečný fotograf Philip Jones Griffiths pořídil svou první fotografii tímto fotoaparátem. S tímto aparátem začínal také Lucien Aigner který si pořídil v devíti letech (1910) a fotografoval svou rodinu.
Ve svých jedenácti letech dostala fotoaparát značky Kodak No.0 Box Brownie fotografka Olive Cotton a se svým otcem zhotovili temnou komoru z prádelny.

## Galerie
Fotografie pořízené fotoaparátem Brownie 127:

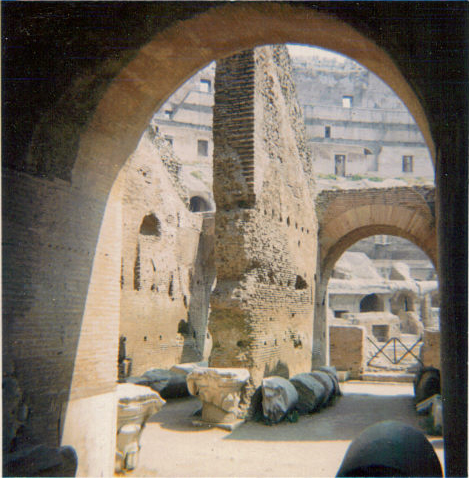
Colosseum, Řím, pořízeno aparátem Brownie 127 (1964)
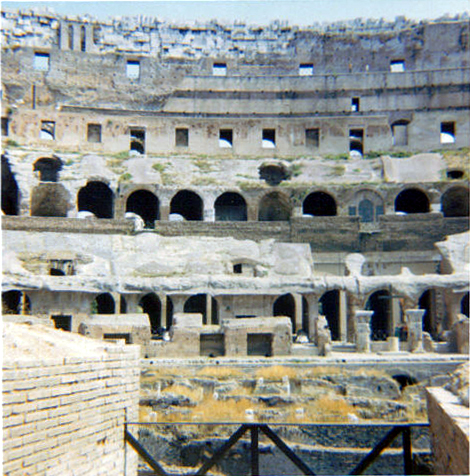
Interiér Colossea, Brownie 127 (1964)
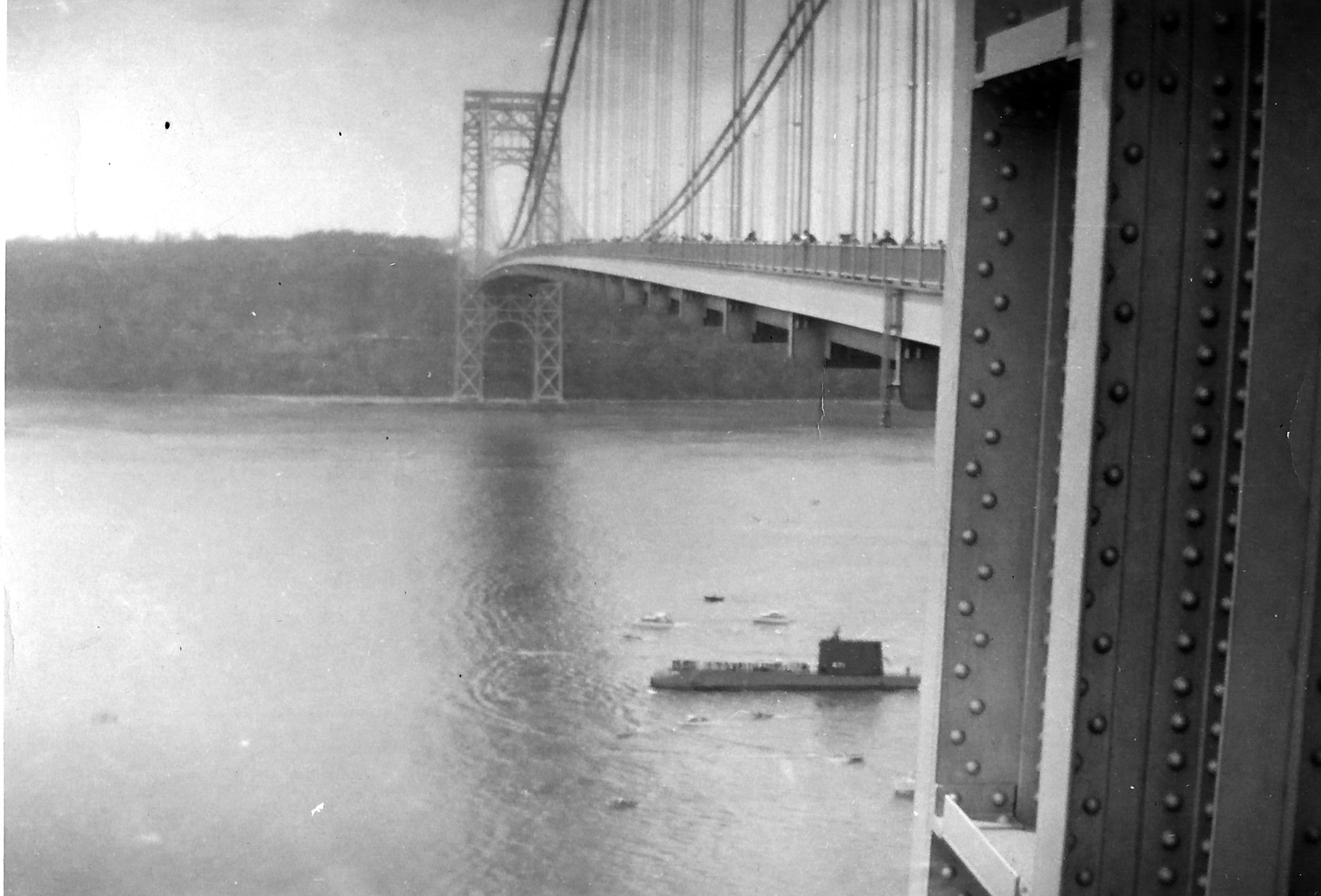
George Washington Bridge a USS Nautilus SSN-571 – 6 (1956)